# Шилейла

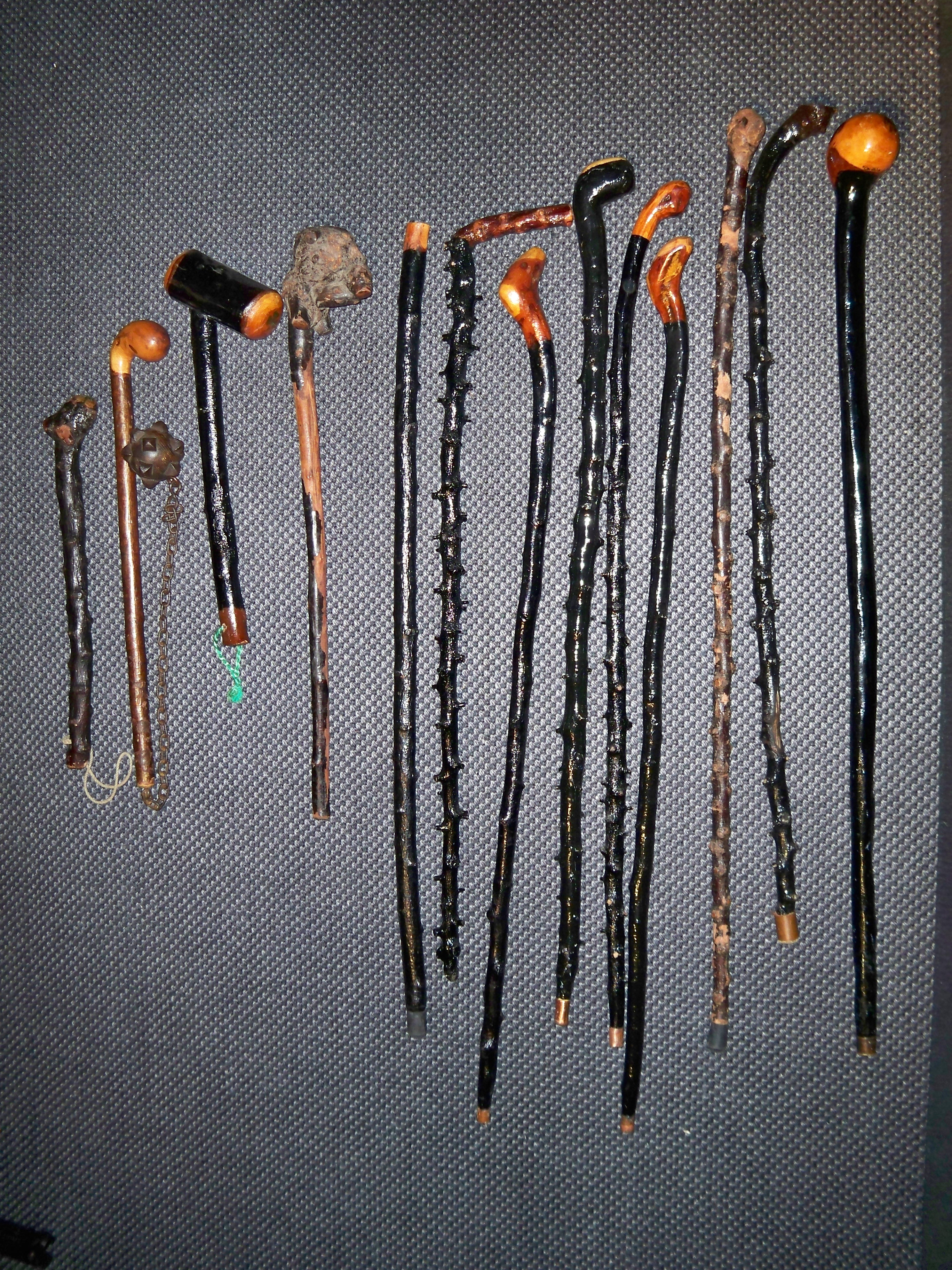
«Shillelagh»

Шилейла (англ. Shillelagh, shillalah), или блэктарн (букв.: терн), или «ирландская дубинка» — традиционнoe оружие, средство ирландского боя на дубинках, спортивный снаряд (бита), предмет культуры ирландского народа. 
Вообще, под общим названием «ирландской дубинки» существовали различные установленные виды дубинок (Лорга-Ярно, Клит-Альпина). Один из основных и наиболее известных — деревянный посох длиной около 1,2 м (четыре фута), обязательно прямой и одинаковый толщиной. Наилучшим материалом традиционно считался терн (отсюда одно из названий), но также применялись ясень, дуб, орех